# Ulrich Lederer
Pour les articles homonymes, voir Lederer.
Ulrich « Ulli » Lederer (né le 18 août 1897 à Troppau, mort en juin 1969 à Vienne) est un joueur professionnel autrichien de hockey sur glace.

## Carrière
Dans sa jeunesse, il pratique de nombreux sports : football au SK Slovan-Hütteldorfer AC, athlétisme, lutte.
Il commence à jouer au bandy au Cottage EV à Vienne pendant la saison 1914-1915. Il fait la plus grande partie de sa carrière au Vienne EV avec qui il est champion d'Autriche plusieurs fois. Il joue ensuite au VfB Vienne, Wiener AC, EV Stockerau et le club slovaque ČsŠk Bratislava. En 1934, Lederer se rend en Italie pour entraîner l'équipe nationale et les équipes de clubs de HC Bolzano et de SG Cortina. Lederer joue encore pour ces clubs à l'occasion. Pour sa dernière saison (1935-1936), Lederer rejoint le Dragoș Vodă Cernăuți et entraîne l'équipe nationale roumaine,.
Ulrich Lederer a trente-quatre sélections avec l'équipe nationale, marque 21 buts et participe à sept compétitions majeures : les Jeux olympiques de 1928 à Saint-Moritz puis les championnats du monde 1930 et 1931 et les championnats d'Europe de hockey sur glace 1925, 1926, 1927 et 1929. L'équipe est championne d’Europe en 1927 et 1931, prend la médaille de bronze aux Championnats du monde. Il est appelé pour l'équipe de hockey sur glace autrichienne qui est retirée du tournoi olympique de 1924 à la dernière minute.
Ulrich Lederer est en réalité un ressortissant tchécoslovaque, il sert dans l'armée tchécoslovaque en 1925. En 1926, lors des Championnats d’Europe, l'équipe de Tchécoslovaquie dépose une réclamation auprès de la LIHG, affirmant qu’il ne doit pas pouvoir jouer pour l'Autriche en raison de sa citoyenneté tchécoslovaque et de son engagement militaire.
Au cours des années 1930, Lederer tente d'introduire le hockey sur glace féminin en Autriche, mais en vain.